# Friedrich Hegar
Friedrich Hegar (ur. 11 października 1841 w Bazylei, zm. 2 czerwca 1927 w Zurychu) – szwajcarski kompozytor i dyrygent.

## Życiorys
Uczył się początkowo w Bazylei u Friedricha Höfla (skrzypce) i Rudolfa Löwa (teoria). W latach 1857–1859 studiował w konserwatorium w Lipsku u Moritza Hauptmanna, Juliusa Rietza i Ferdinanda Davida. Przez pewien czas występował z lipską Gewandhausorchester, następnie w 1860 roku wyjechał do Warszawy, gdzie był koncertmistrzem orkiestry Benjamina Bilsego. W latach 1861–1862 był dyrygentem chóru i orkiestry w Gebweiler w Alzacji. Od 1862 roku przebywał w Zurychu, gdzie początkowo był koncertmistrzem, a w latach 1865–1906 dyrygentem Tonhalle-Orchester. Dyrygował licznymi chórami miejskich towarzystw śpiewaczych, od 1876 do 1914 roku był też dyrektorem szkoły muzycznej.
Doktor honoris causa Uniwersytetu Zuryskiego (1889) i członek berlińskiej Akademie der Künste (1917).
Był propagatorem muzyki Richarda Wagnera i Johannesa Brahmsa. Zasłynął przede wszystkim jako twórca utworów chóralnych. Skomponował m.in. oratorium Manasse na chór męski (wyst. Zurych 1885, wersja zrewid. na solistów, chór i orkiestrę wyst. 1888).